# 德米特拉什基夫卡

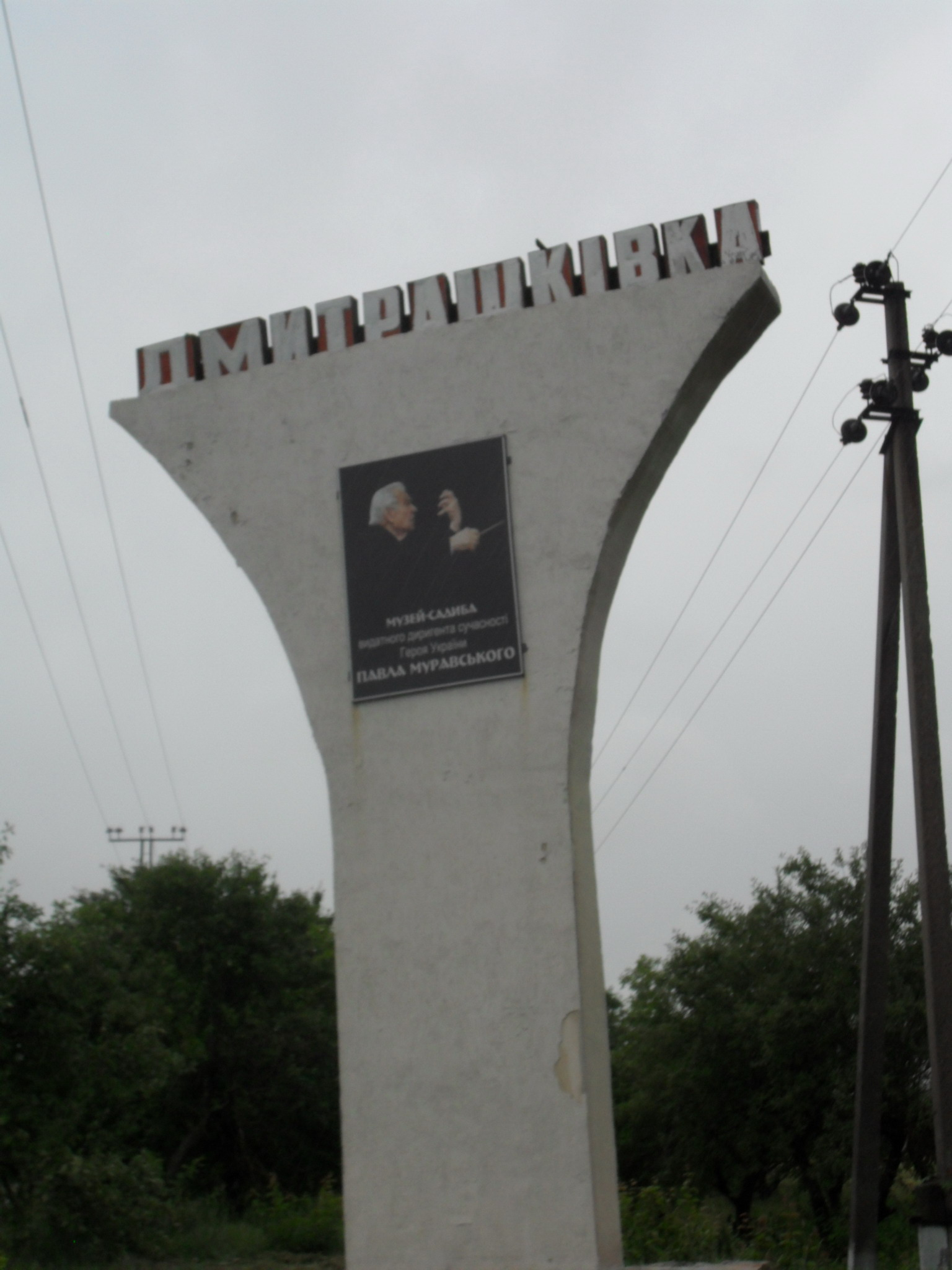

48°11′52″N 28°46′33″E / 48.19778°N 28.77583°E
德米特拉什基夫卡（羅馬化：Dmytrashkivka）是烏克蘭的村落，位於該國西南部文尼察州，由圖利欽區負責管轄，處於卡緬卡河畔，始建於1630年，面積2.56平方公里，海拔高度176米，2001年人口1,810。